# Resolutie 1504 Veiligheidsraad Verenigde Naties
Resolutie 1504 van de Veiligheidsraad van de Verenigde Naties werd unaniem door de Veiligheidsraad van de Verenigde Naties aangenomen op 9 september 2003.

## Achtergrond
In 1980 overleed de Joegoslavische leider Tito, die decennialang de bindende kracht was geweest tussen de zes deelstaten van het land. Na zijn dood kende het nationalisme een sterke opmars en in 1991 verklaarde Bosnië en Herzegovina zich onafhankelijk. De Servische minderheid in het land kwam hiertegen in opstand en begon een burgeroorlog, waarbij ze probeerden de Bosnische volkeren te scheiden. Tijdens die oorlog vonden massamoorden plaats waarbij tienduizenden mensen omkwamen. In 1993 werd het Joegoslaviëtribunaal opgericht, dat de oorlogsmisdaden die hadden plaatsgevonden moest berechten.

## Inhoud
De Veiligheidsraad:
- Herinnert aan resolutie 1503.
- Merkt op dat die resolutie de nieuwe functie van openbaar aanklager van het Rwanda-tribunaal creëerde.
- Merkt op dat ze ook de secretaris-generaals intentie om Carla Del Ponte als openbaar aanklager van het Joegoslavië-tribunaal voor te dragen verwelkomde.
- Verwijst naar artikel °16(4) van het statuut van het Joegoslavië-tribunaal.
- Overwoog de nominatie van Carla Del Ponte.
- Benoemd Carla Del Ponte als openbaar aanklager van het Joegoslavië-tribunaal met ingang op 15 september voor een ambtstermijn van vier jaar.

## Verwante resoluties
- Resolutie 1491 Veiligheidsraad Verenigde Naties
- Resolutie 1503 Veiligheidsraad Verenigde Naties
- Resolutie 1534 Veiligheidsraad Verenigde Naties (2004)
- Resolutie 1551 Veiligheidsraad Verenigde Naties (2004)

Lijst ·  1455 ·  1456 ·  1457 ·  1458 ·  1459 ·  1460 ·  1461 ·  1462 ·  1463 ·  1464 ·  1465 ·  1466 ·  1467 ·  1468 ·  1469 ·  1470 ·  1471 ·  1472 ·  1473 ·  1474 ·  1475 ·  1476 ·  1477 ·  1478 ·  1479 ·  1480 ·  1481 ·  1482 ·  1483 ·  1484 ·  1485 ·  1486 ·  1487 ·  1488 ·  1489 ·  1490 ·  1491 ·  1492 ·  1493 ·  1494 ·  1495 ·  1496 ·  1497 ·  1498 ·  1499 ·  1500 ·  1501 ·  1502 ·  1503 ·  1504 ·  1505 ·  1506 ·  1507 ·  1508 ·  1509 ·  1510 ·  1511 ·  1512 ·  1513 ·  1514 ·  1515 ·  1516 ·  1517 ·  1518 ·  1519 ·  1520 ·  1521